# Cristalina
Cristalina este un oraș în Goiás (GO), Brazilia.